# 絶対、大丈夫
『絶対、大丈夫』（ぜったい だいじょうぶ）は、2017年6月25日にWOWOWで放送されたテレビドラマ。主演は森山直太朗。森山は本作がドラマ初主演となる。

## 概要
本作は2017年1月27日から7月29日まで開催された、森山のコンサートツアー『森山直太朗 15thアニバーサリーツアー「絶対、大丈夫」』と連動した作品として制作。2017年7月29日、最終公演が行われる直前に、緊張のあまり会場のNHKホールから逃げ出してしまった森山と、森山を取り巻くスタッフ達の騒動を描くという設定の物語で、森山と森山の母である森山良子が本人役で出演した。実際のツアー最終公演は、本作の再放送とあわせてWOWOWで生中継された。

## キャスト
- 森山直太朗 - 本人（幼少期：渡邉蒼）
- タカシ（森山直太朗のマネージャー） - 竹財輝之助
- 舞台監督 - 阿部亮平
- 警備員 - 黒田大輔
- 皆本麻帆
- 町田マリー
- ヘアメイクのトミコ - 富岡晃一郎
- 朝倉真司
- タクシードライバー - 綾小路翔[1]
- 森山良子 - 本人

## スタッフ
- 脚本・演出 - 御徒町凧[2]
- 監督 - 土屋隆俊
- 音楽 - 森山直太朗
- 主題歌 - 森山直太朗「絶対、大丈夫」（ユニバーサルミュージック）
- 挿入歌
森山直太朗「12月」
森山良子「エターナリー」
氣志團「ゴッド・スピード・ユー!」「THE NIGHTS」
- プロデュース - 吉田雄哉、金子雅之、宮田幸太郎
- 制作 - WOWOW、セツナインターナショナル、ユニバーサルミュージック